# Kędzierzyn (Groot-Polen)

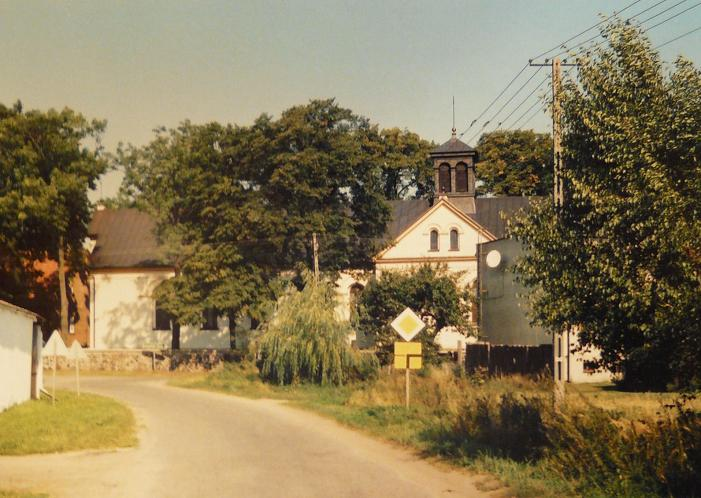

Kędzierzyn is een dorp in Polen, gelegen in het woiwodschap Groot-Polen, district Gniezno, in de gemeente Niechanowo. In 2011 woonden er 164 mensen.

## Geschiedenis
Vroegere namen: Condrea, Candor, Kędzierza, Kadzyerzyno, Kędzior, Kendzierzyn.
De oudste vermelding van het dorp dateert van 7 juli 1136 jaar, en is opgenomen in bulii Ex Commisso Nobis een Deo (de Stier van Gniezno) van Paus Innocentius II. Dit document bevestigde de stadsrechten van Gniezno. Net als andere dorpen in de buurt van Gniezno is deze plaats vermoedelijk ouder.

## Sport en recreatie
Door deze plaats loopt de Europese wandelroute E11. De E11 loopt van Den Haag naar het oosten, op dit moment de grens Polen/Litouwen. Ter plaatse komt de route van het noordwesten vanaf Gniezno via het Jelonek Bos. De route vervolgt in oostelijke richting naar Nowa Wieś Niechanowska